# Ronela Hajati
Ronela Hajati, conosciuta semplicemente come Ronela (Tirana, 2 settembre 1989), è una cantante albanese.
Ha rappresentato l'Albania all'Eurovision Song Contest 2022 con il brano Sekret.

## Biografia
Ronela Hajati ha studiato ballo e pianoforte nell'infanzia, e ha iniziato a farsi conoscere partecipando a varie rassegne musicali nelle regioni balcaniche di lingua albanese, fra cui i festival Top Fest e Kënga Magjike. Il suo primo grande successo è arrivato nel 2013 con la sua vittoria al premio del pubblico su internet nella finale di Kënga Magjike, dove ha presentato l'inedito Mos ma lsho. Nel 2018 ha preso nuovamente parte al festival con Vuj, piazzandosi al 4º posto.
A marzo 2021 la cantante ha annunciato l'inizio dei lavori al suo album di debutto, Rron, che è stato anticipato nel corso dell'anno da una serie di singoli. Nel successivo dicembre ha preso parte alla 60ª edizione del Festivali i Këngës, che l'ha vista trionfare con il suo brano Sekret. La vittoria al festival le ha garantito la possibilità di rappresentare il suo paese all'Eurovision Song Contest 2022 a Torino. Nel maggio successivo Ronela Hajati si è esibita durante la prima semifinale della manifestazione europea, dove si è piazzata al 12º posto su 17 partecipanti con 58 punti totalizzati, non riuscendo a qualificarsi per la finale.
A febbraio 2023 ha partecipato alla seconda edizione di Una voce per San Marino con il brano Salvaje, arrivato in finale ma non classificatosi tra i primi dieci.

## Discografia

### Singoli
Come artista principale
- 2006 – Requiem (con Orgesa Zajmi)
- 2007 – Me ty nuk shkoj
- 2009 – Shume nice
- 2009 – Kam frikë te të dua
- 2010 – Harroje
- 2011 – Neles (feat. Visari Skillz)
- 2012 – Nuk ka më kthim
- 2013 – Mala gata
- 2013 – Mos ma lsho
- 2014 – Veç na (con Agon Amiga)
- 2015 – A do si kjo
- 2016 – Amini
- 2016 – Marre
- 2016 – Syni i jemi (con Young Zerka)
- 2017 – Mos ik
- 2017 – Ladies
- 2017 – Sonte (con Lyrical Son)
- 2017 – Diamanta (con Young Zerka)
- 2018 – Maje men
- 2018 – Do ta luj
- 2018 – Vuj
- 2019 – Pa dashni
- 2019 – Çohu (feat. Don Phenom)
- 2019 – Lage
- 2019 – MVP
- 2020 – Genjeshtar je x pare
- 2020 – Bardh e blu
- 2021 – Shumë i mirë
- 2021 – Aventura
- 2021 – Alo (feat. Vig Poppa)
- 2021 – Leje (feat. Klement)
- 2021 – Sekret
- 2022 – Gips (con Matolale)
- 2022 – Caramel
- 2022 – Valle
- 2023 – Salvaje
- 2023 – Tqr
- 2023 – Shtroje me lek
- 2023 – Si yll
- 2023 – Shikimet (con Marseli)
- 2023 – Hajde shpirti (con Fifi)
- 2023 – Jeta kriminale
- 2023 – Himni
- 2023 – Shko
- 2023 – Epoka (con Kamali)

Come artista ospite
- 2017 – Ka je 2x (Adrian Gaxha feat. Ronela Hajati)
- 2019 – Dilema (Don Phenom feat. Ronela Hajati)
- 2022 – Papi chulo (Matolale feat. Ronela Hajati)